# Riccardo Nowak
Riccardo Nowak (Bérgamo, 16 de enero de 1885-Bérgamo, 18 de febrero de 1950) fue un deportista italiano que compitió en esgrima, especialista en la modalidad de sable. Participó en los Juegos Olímpicos de Londres 1908, obteniendo una medalla de plata en la prueba por equipos.

## Palmarés internacional
| Juegos Olímpicos | Juegos Olímpicos      | Juegos Olímpicos | Juegos Olímpicos  |
| Año              | Lugar                 | Medalla          | Prueba            |
| ---------------- | --------------------- | ---------------- | ----------------- |
| 1908             | Londres (Reino Unido) | Medalla de plata | Sable por equipos |